# فریدون خان چرکس
فریدون خان چرکس (مرگ در ۱۶۲۰/۲۱) یکی از مقامات و فرماندهان نظامی صفوی با اصالت چرکس و بیگلربیگ گرگان در ۱۶۰۵/۰۶–۱۶۲۰ در زمان حکومت شاه عباس (ح. ۱۵۸۸–۱۶۲۹) بود.